# Championnats d'Océanie de cyclisme sur route 2017
Navigation
Championnats d'Océanie 2016 Championnats d'Océanie 2018
Les Championnats d'Océanie de cyclisme sur route 2017 ont lieu du 9 au 11 mars 2017 à Canberra en Australie.

## Podiums masculins
| Compétitions             | Or                      | Argent                   | Bronze                |
| Élites                   |                         |                          |                       |
| Course en ligne          | Sean Lake (AUS)         | Neil Van der Ploeg (AUS) | Jesse Featonby (AUS)  |
| Contre-la-montre         | Sean Lake (AUS)         | Benjamin Dyball (AUS)    | Hamish Bond (NZL)     |
| Hommes - Moins de 23 ans |                         |                          |                       |
| Course en ligne          | Lucas Hamilton (AUS)    | Michael Storer (AUS)     | Jai Hindley (AUS)     |
| Contre-la-montre         | Liam Magennis (AUS)     | Jason Lea (AUS)          | Cyrus Monk (AUS)      |
| Hommes - Juniors         |                         |                          |                       |
| Course en ligne          | Sebastian Berwick (AUS) | Liam Nolan (AUS)         | Craig Wiggins (AUS)   |
| Contre-la-montre         | Sebastian Berwick (AUS) | Thomas Jones (AUS)       | Mitchell Wright (AUS) |

## Podiums féminins
| Compétitions     | Or                       | Argent                | Bronze                   |
| Élites           |                          |                       |                          |
| Course en ligne  | Lisen Hockings (AUS)     | Shannon Malseed (AUS) | Lucy Kennedy (AUS)       |
| Contre-la-montre | Lucy Kennedy (AUS)       | Rebecca Mackey (AUS)  | Lisen Hockings (AUS)     |
| Femmes - Juniors |                          |                       |                          |
| Course en ligne  | Madeleine Fasnacht (AUS) | Sarah Gigante (AUS)   | Emily Mascaro (AUS)      |
| Contre-la-montre | Maeve Plouffe (AUS)      | Libby Arbuckle (NZL)  | Madeleine Fasnacht (AUS) |

## Tableaux des médailles
| Rang  | Nation           | Or | Argent | Bronze | Total |
| ----- | ---------------- | -- | ------ | ------ | ----- |
| 1     | Australie        | 10 | 9      | 9      | 28    |
| 2     | Nouvelle-Zélande | 0  | 1      | 1      | 2     |
| Total | Total            | 10 | 10     | 10     | 30    |